# Базилика Святого Варфоломея на острове
Базилика Святого Варфоломея на острове или Сан-Бартоломео (итал. Basilica di San Bartolomeo all'Isola, лат. Sancti Bartholomaei in Insula) — титулярная базилика на острове Тиберина, в Риме. В храме хранятся частицы мощей св. Варфоломея, одного из двенадцати апостолов Христа, привезенные из Беневенто.

## История
Церковь была построена по приказу императора Оттона III в 1000 году на месте античного храма Эскулапа. Церковь несколько раз реставрировалась, в том числе в 1583 г. под руководством Мартино Лонги мл. после наводнения. После реставрации в 1624 году церковь приобрела свой нынешний облик. Реставрационные работы в барочном стиле внутри церкви проводились в 1720—1739 гг., в 1852—1865 гг. внутреннее убранство переделано в стиле историзма. Среди колонн находятся 4 скульптуры: Спасителя, св. Адальберта Пражского, апостола (возможно св. Варфоломея) и Оттона III.
В 2002 году папа Иоанн Павел II посвятил Сан-Бартоломео новым мученикам XX века.

## Титулярная церковь
Церковь Святого Варфоломея является титулярной церковью, кардиналом-священником с титулом церкви Святого Варфоломея с 19 ноября 2016 года, является американский кардинал Блейз Джозеф Супич.